# Ceropegia fusca
Ceropegia fusca är en oleanderväxtart som beskrevs av C. Bolle. Ceropegia fusca ingår i släktet Ceropegia och familjen oleanderväxter. Inga underarter finns listade i Catalogue of Life.